# ييفلاشيوفو (بينزا)
ييفلاشيوفو (بالروسية: Евлашёво) هي مدينة في مقاطعة بانزا أوبلاست في روسيا. يبلغ عدد سكانها حوالي 4931 نسمة.